# کاستل دی ایودیکا
کاستل دی ایودیکا (به ایتالیایی: Castel di Iudica) یک کومونه در ایتالیا است که در استان کاتانیا واقع شده‌است.

## خصوصیات
کاستل دی ایودیکا ۱۰۲٫۳ کیلومترمربع مساحت و ۴٬۷۵۸ نفر جمعیت دارد و ۴۷۵ متر بالاتر از سطح دریا واقع شده‌است.